# … Jahr 2022 … die überleben wollen
… Jahr 2022 … die überleben wollen (Originaltitel: Soylent Green) ist die US-amerikanische Verfilmung des dystopischen Romans New York 1999 von Harry Harrison (1966), der insbesondere die Verteilungsgerechtigkeit in einem überbevölkerten New York der Zukunft thematisiert. Der Science-Fiction-Film entstand 1973 unter der Regie von Richard Fleischer und gilt mittlerweile als Genre-Klassiker. Charlton Heston spielt einen Polizisten in New York im Jahr 2022, der einem ungeheuerlichen Geheimnis auf die Spur kommt. Für Edward G. Robinson (1893–1973), der die Rolle des Solomon „Sol“ Roth übernahm, war es die letzte Filmrolle.
Mögliche Folgen exzessiver Nutzung endlicher Ressourcen, Umweltverschmutzung, Klimawandel und Überbevölkerung werden in einem Zukunftsszenario thematisiert. Der Film erschien ein Jahr nach dem Bericht Die Grenzen des Wachstums des Club of Rome und gehört somit zu den ersten Ökodystopien.
In den Vereinigten Staaten startete Soylent Green am 19. April 1973, während die Erstaufführung der synchronisierten Fassung in Deutschland und Österreich im Mai 1974 in die Kinos kam.

## Handlung
Im Jahr 2022 hat der Mensch seine natürlichen Lebensgrundlagen fast vollständig zerstört. In New York City leben 40 Millionen Menschen. Dem Großteil der Menschen mangelt es an Wasser, Nahrung und Wohnraum. Lediglich einige Politiker und reiche Bürger können sich sauberes Wasser und natürliche Lebensmittel zu horrenden Preisen leisten. Zu den Wohnungen der Wohlhabenden gehören in der Regel Konkubinen (im Film „Inventar“ genannt), die dem Mieter als Sklavinnen dienen. Inmitten dieses Chaos führen der Polizist Robert Thorn und sein älterer Mitbewohner Sol Roth ein trostloses Dasein. Sol kennt noch die Welt mit Tieren und richtiger Nahrung: Gemüse und Fleisch statt „Soylent Rot“ und „Soylent Gelb“. Sol recherchiert für Thorn als sogenanntes „Polizeibuch“. Auflockerung findet ihr tristes Leben allein durch die Dinge, die Thorn immer wieder aus den Wohnungen reicher Leute mitgehen lässt.
Thorn wird angewiesen, den Mord an dem wohlhabenden und einflussreichen William R. Simonson zu untersuchen. Er entdeckt schnell, dass dieser Opfer eines gezielten Mordanschlags wurde. Der Leibwächter erscheint ihm verdächtig und auch die attraktive Shirl, die als „Inventar“ zu dem Luxusappartment gehört, könnte mehr wissen, als sie sagt. Währenddessen bringt Sol in Erfahrung, dass Simonson für das Unternehmen Soylent arbeitete.
Dieses Unternehmen – der Name ist eine Kombination aus Soy (Soja) und Lent(il) (Linse) – kontrolliert die Lebensmittelversorgung der halben Welt und vertreibt die künstlich hergestellten Nahrungsmittel „Soylent Rot“ und „Soylent Gelb“. Das neueste Produkt ist das weitaus schmack- und nahrhaftere „Soylent Grün“, ein Konzentrat in Form grüner Täfelchen, das angeblich aus Plankton hergestellt wird und reißenden Absatz findet. Infolge von Lieferengpässen am „Soylent-Grün-Tag“ Dienstag kommt es regelmäßig zu gewalttätigen Ausschreitungen der hungrigen Massen. Dem begegnet die Polizei mit schweren Schaufelladern und Containern, mit denen die Demonstranten brutal von der Straße entfernt werden.
Thorn sucht erneut die Wohnung auf, wo er mit Shirl schläft, die ihm Auskünfte zu ihrem verstorbenen Dienstherrn gibt. So kann er eine Verbindung zwischen dem toten Simonson und einem Priester herstellen. Der Ermordete hatte ihm kurz zuvor noch gebeichtet und ihn so in ein Geheimnis eingeweiht. Auf Nachfrage kann der Priester aber nur Andeutungen über eine „grausame Wahrheit“ von sich geben. Kurz darauf wird auch der Priester ermordet. Auf Befehl des Gouverneurs wird Thorn informell von seinem Vorgesetzten, Chief Hatcher, angewiesen, die Ermittlungen einzustellen. Doch Thorn weigert sich, die daraus folgende Verantwortung zu übernehmen, und drängt darauf, die Nachforschungen fortzusetzen. An einem „Soylent-Grün-Tag“ wird er Ziel eines Anschlages. Der Attentäter verfehlt Thorn jedoch, wobei er mehrere Menschen erschießt und selbst unter einem Radlader umkommt.
Sol bringt die zwei Bände ozeanographische Berichte, die Thorn aus Simonsons Wohnung mitgenommen hatte, zum Informationszentrum (the Exchange), damit sie untersucht werden. Dort bekommt er von den anwesenden hier arbeitenden „Polizeibüchern“ die Bestätigung der (weiterhin unausgesprochenen) von ihm entdeckten, fürchterlichen Wahrheit, für die aber noch der letzte Beweis fehlt. Sol will nach seiner Entdeckung nicht mehr weiterleben, schreibt Thorn eine Nachricht und geht zum assistierten Suizid in die öffentliche Tötungsanstalt, um sich „einschläfern“ zu lassen. Das Personal der staatlichen Einrichtung sorgt dafür, ihm das Ableben so angenehm wie möglich zu gestalten.
Thorn findet Sols Zettel und eilt zur Tötungsanstalt, wo er noch mit dem sterbenden Sol sprechen kann. Sol bittet ihn, das Informationszentrum aufzusuchen und die Beweise ans Licht zu bringen. Nach Sols Tod folgt Thorn den in Müllwagen abtransportierten Leichen bis zur Müllverwertungsanlage. Er beobachtet, wie die Leichen in ihren Säcken auf Laufbänder geladen und zu „Soylent Grün“ verarbeitet werden. Da Simonson über dieses Prozedere Bescheid wusste, aber damit nicht einverstanden war, wurde er ermordet, um die Hintergründe der Produktion von Soylent Grün weiterhin geheim zu halten. Thorns Anwesenheit in der Produktionsanlage wird bemerkt, es gelingt ihm zu fliehen. Der ehemalige Leibwächter von Simonson verletzt Thorn schwer, bevor er selbst von diesem erstochen wird. Als die Polizei mit den Notärzten eintrifft, bittet Thorn seinen Chief Hatcher eindringlich, die Wahrheit zu verbreiten und ein Verfahren gegen das Unternehmen einzuleiten. Während er stark blutend abtransportiert wird, schreit Thorn den Leuten um ihn herum die grausame Wahrheit zu: „Soylent Grün ist Menschenfleisch!“ („Soylent Green is people!“)

## Literarische Vorlage
Der Endzeitroman New York 1999 (Originaltitel: Make Room! Make Room!) von Harry Harrison erschien 1966 und spielt in New York, wo im Jahr 1999 insgesamt 35 Millionen Einwohner leben – viele von ihnen unter prekären Umständen. Heizung, Klimaanlagen, ausreichend Wasser und gesundes Essen können sich nur noch die Reichen und Mächtigen leisten.
Verteilungskämpfe und rationierte Lebensmittel bestimmen den Alltag der Menschen. Als ein Einbrecher eher zufällig den einflussreichen Mike O’Brien ermordet, erhält der polizeiliche Ermittler Andy Rush, der den Mord aufklären soll, Einblick in die sorgenfreie Parallelwelt, in der diese Menschen residieren. In der schick eingerichteten, weiträumigen Wohnung des Ermordeten trifft der Polizist Andy Rush auf dessen junge, attraktive Freundin Shirl. Anders als sein Filmbruder lässt er nichts mitgehen, ist aber ebenfalls sehr von den Annehmlichkeiten beeindruckt, die es hier gibt. Er freundet sich mit Shirl an und sie lässt ihn an allem teilhaben, solange sie die Wohnung noch nutzen darf: kaltem Bier, echtem Rindersteak und einem Badezimmer mit fließend Wasser und einer Dusche. In der Romanvorlage ist sie weder „Inventar“ noch eine Edelprostituierte, sondern eher eine Opportunistin, die es besser haben wollte als ihre Herkunftsfamilie und sich freiwillig an ihren reichen Sugar-Daddy hielt. Sie zieht schließlich zu Rush, als die Schwester des Verstorbenen die Wohnung übernimmt. Als Mitbewohner von Andy Rush arbeitet Sol beruflich nicht mit ihm zusammen. Seine Ansichten über das Leben und den Zustand der Welt teilt er in der zweiten Hälfte des Buches auch mit Shirl, die ihn bis zu seinem Tod pflegt, nachdem er bei einer Demonstration verletzt wurde.
Hauptunterschiede zwischen Buchvorlage und Filmadaption:
- Weder Soylent noch „Fleischflocken“ enthalten verarbeitete Menschen (Nacktschnecken gehören jedoch zu den bekannten Inhaltsstoffen von Fleischersatz).
- Es gibt keine staatliche Sterbehilfe, Sol stirbt, nachdem er sich die Hüfte bei einer Demonstration gebrochen hat, an einer Lungenentzündung.
- Die Polizei hat keine Fahrzeuge, die Demonstranten mit Baggerschaufeln aufgabelt, dafür Wasserwerfer, Reizgas-Granaten und „Fliegenden Stacheldraht“.
- Billy Chung wird als zufälliger Mörder von Mike O’Brien ebenso als Hauptperson mit eigenem Handlungsstrang begleitet wie Andy und Shirl.
- Als entschiedener Fürsprecher für Empfängnisverhütung kritisiert Sol, die katholische Kirche habe durch ihre veralteten Ansichten in diesem Punkt entscheidenden Anteil an der Überbevölkerung.

Die Filmrechte hatte sich Metro-Goldwyn-Mayer gesichert und dabei vertraglich festgelegt, dass dem Autor der Romanvorlage keinerlei Mitspracherecht gewährt wird und er, im Falle eines Erfolges, nicht am Gewinn beteiligt sein würde. In einem Interview sagte Harrison, man habe seinem Werk durch die Idee des heimlichen Kannibalismus Unrecht getan und seine Ideen boulevardisiert.

## Auszeichnungen
- 1973: Nebula Award für die beste dramatische Präsentation[3]
- 1974: Grand Prix des Festival International du Film Fantastique d’Avoriaz[3]
- 1975: Saturn Award in der Kategorie Bester Science-Fiction-Film[3]

Darüber hinaus war der Film 1974 in der Kategorie Best Dramatic Presentation für den Hugo Award nominiert, wurde jedoch nicht ausgezeichnet.
Das American Film Institute setzte das Zitat „Soylent Green is people!“ auf seine Liste der berühmtesten 100 Filmzitate AFI’s 100 Years … 100 Movie Quotes.

## Rezeption und Kritiken
Bei Rotten Tomatoes fand der Film Zuspruch von 69 Prozent der Kritiker und 70 Prozent der Zuschauer (bei über 10.000 Stimmabgaben).
Mittlerweile gilt das (selten im Fernsehen gezeigte) Werk als Meilenstein des Science-Fiction-Films und einer der ersten Ökothriller.

„Science-Fiction-Film, der seine Geschichte in der Art eines spannenden Kriminalfalles erzählt. Einer der frühesten ökologischen Thriller.“

„Wer möchte, der kann in diesem Film einen spannenden Krimi sehen. Mittels brutal-nachhallender Szenen verdeutlicht der Regisseur jedoch eine weitaus tiefere Wahrheit […] Soylent-Green muss also als eine Metapher gefasst werden. Es ist das radikale Bild des sich selbst verzehrenden Wahnsinns kapitalistischer Produktionsweise. Die notwendigen Folgen der Verdinglichung von ‚Menschenmaterial‘ bis hin zur Selbst-Vernichtung werden dem Zuschauer eindrücklich vor Augen geführt.“

„Der mittlerweile eher unter seinem Originaltitel ‚Soylent Green‘ bekannte Thriller ist nicht nur eine fesselnde, zügig erzählte Kriminalgeschichte in einer finsteren Zukunft. Der Sci-Fi-Meilenstein hat auch als beißender Öko-Thriller über die Folgen des ungezügelten Kapitalismus auf Mensch und Umwelt eine Art Vorreiterstellung. Und er hat einen oft zitierten, unvergesslichen Ausgang. Inklusive markant schmetterndem Heston.“

## Synchronisation
Die deutsche Synchronisation wurde mit folgenden Darstellern umgesetzt:
| Rolle                  | Darsteller         | Synchronstimme    |
| ---------------------- | ------------------ | ----------------- |
| Detective Robert Thorn | Charlton Heston    | Heinz Petruo      |
| Sol Roth               | Edward G. Robinson | Konrad Wagner     |
| Shirl                  | Leigh Taylor-Young | Eva-Maria Werth   |
| Tab Fielding           | Chuck Connors      | Jochen Schröder   |
| William R. Simonson    | Joseph Cotten      | Eric Vaessen      |
| Chief Hatcher          | Brock Peters       | Joachim Nottke    |
| Martha Phillips        | Paula Kelly        |                   |
| Mr. Kulozik            | Mike Henry         | Claus Jurichs     |
| Pater Paul             | Lincoln Kilpatrick | Edgar Ott         |
| Mr. Donovan            | Roy Jenson         | Wolfgang Völz     |
| Charles                | Leonard Stone      | Klaus Miedel      |
| Gouverneur Santini     | Whit Bissell       | Dietrich Frauboes |
| Türhüter 1             | Dick Van Patten    | Gerd Duwner       |

## Adaptionen
Es gibt in zahlreichen Filmen, Computerspielen und in der Popmusik Anspielungen auf den Film und seine Vorstellung eines industriell gefertigten Nahrungsmittels aus Menschenfleisch.
Musikbereich:
- Soilent Grün nannte sich eine 1980 gegründete Berliner Punk-Band. Sie gilt als Vorgängerband der Ärzte.
- Der Track Soylent Grün des Musikprojekts Wumpscut wurde 1993 zu einem Hit der Schwarzen Szene. Er enthält einige Samples aus der deutschen Synchronfassung („Soylent Grün ist Menschenfleisch!“).[12]
- Das Lied Bondage People auf dem Album Bodega Bohemia der Band Camouflage erzählt die Geschichte des Films.[13]
- Das erste Album der Metal-Band Pandea von Mario Le Mole und anderen setzt sich mit dem Film auseinander.[14]
- Die Progressive-Metal-Band Soylent Green aus Tellingstedt hat als einziges Album das Konzeptalbum Soylent Green veröffentlicht, das vom Inhalt des Films handelt.[15]
- Die Sludge-Band Soilent Green spielt ebenfalls auf den Film an (auch wenn sie den Titel eher mit Marihuanakonsum assoziieren).

Filme und Serien:
- Im Film Cloud Atlas und dessen Romanvorlage kulminiert eine der sechs Episoden in dem Ausruf „Soylent Green ist Menschenfleisch“.
- Sowohl in der Fernsehserie Futurama („Soylent-Cola“ und „Soylent Green“ als Hauptzutat im „Kochduell“) als auch bei diversen Folgen von Simpsons (wie Staffel 4, Episode 6[16] und Staffel 8 Episode 1[17]) platziert Matt Groening parodistische Anspielungen auf Soylent Green.
- In der Fernsehserie Millennium wird für Frank Blacks PC das Passwort „Soylent Green is people“ verwendet. Auch in der Fernsehserie Auf schlimmer und ewig (Originaltitel Unhappily Ever After) wird der Satz „Soylent Green ist Menschenfleisch!“ vom Sohn Ross benutzt.
- Das American Film Institute wählte das Filmzitat „Soylent Green ist Menschenfleisch“ („Soylent Green is people!“) auf Platz 77 der besten Filmzitate des amerikanischen Films.

Computerspiele:
- Im Computerspiel Command & Conquer: Alarmstufe Rot 2 – Yuris Rache kann man die Zivilisten in der zweiten Mission der Alliierten-Kampagne „Soylent Green für Yuri“ sagen hören. Yuri benutzt in dieser Mission die Zivilisten, um Ressourcen aus ihnen zu gewinnen.
- In dem Playstation-1-Spiel Xenogears von 1998 gibt es eine etwa 3-minütige Sequenz auf einer Raumstation namens „Soylent System“. Dort bekommt der Hauptcharakter in einer Fabrikationsanlage zu sehen, wie „Soylent Green“ aus Menschenfleisch hergestellt wird. (Das Spiel ist ausschließlich in den USA und Japan erschienen.)

## Dokumentarfilm
- Der Ökothriller Soylent green – Alarmstufe rot aus Hollywood. (56 Min. Regie: Jean-Christophe Klotz. Frankreich 2022.):[18][19]  In diesem Dokumentarfilm wird nachgezeichnet, in welchem politischen Klima der Film entstand und welche gesellschaftlichen Impulse er aufgriff.[20]

## Trivia
- Bedingt durch eine Krebserkrankung war Edward G. Robinson bei den Dreharbeiten schon fast taub. Dies wurde sein letzter Film. Er starb am 26. Januar 1973, zwei Wochen nach dem Ende der Dreharbeiten.[1]
- Der Film thematisiert das Problem, dass die Ressourcen dieser Welt nicht unendlich sind und der Raubbau an Mutter Erde Folgen haben wird. In einer Zukunft, die von Überbevölkerung und Ressourcen-Knappheit beherrscht wird, bedroht die Zerstörung der Lebensgrundlagen die Menschheit – ein Thema, von dem 1973 noch kaum die Rede war.[1]
- Unter der Bezeichnung „Soylent Green“ werden von der Parallax Corporation Cracker vertrieben, die in Form und Farbe dem im Film dargestellten Nahrungsmittel ähneln.[21]
- Der amerikanische Softwaredesigner Rob Rhinehart brachte Anfang 2014 ein Nahrungspulver namens „Soylent“ auf den Markt.[22]
- Farin Urlaub und Bela B, Gründungsmitglieder der Band Die Ärzte, spielten zunächst in der Band Soilent Grün (Verballhornung von „Soylent Green“).
- Im Film wird viel klassische Musik verwendet, u. a. aus der 6. Sinfonie (Pastorale) von Ludwig van Beethoven, aus der 6. Sinfonie (Pathétique) von Peter Tschaikowski und aus der Peer-Gynt-Suite Nr. 1 von Edvard Grieg (Morgenstimmung und Ases Tod).